# Embalse de Piedra Aguda

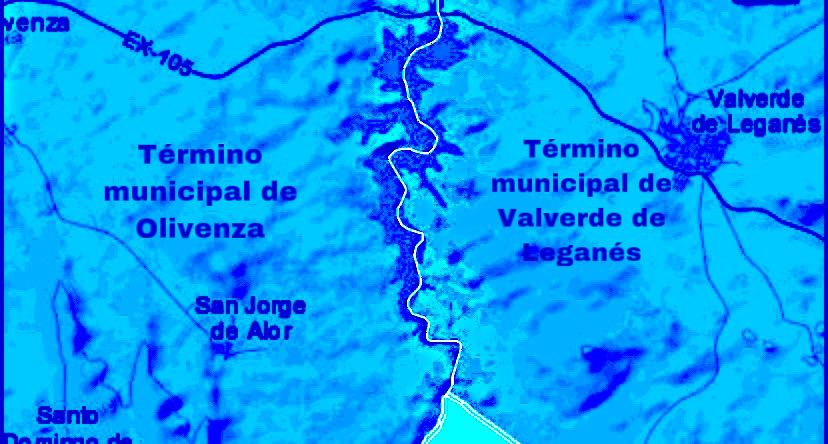
Ubicación del embalse de Piedra aguda. En su orilla derecha, pertenece al término municipal de Valverde de Leganés, en su orilla izquierda pertenece al término municipal de Olivenza.

 El embalse de Piedra Aguda es un embalse situado entre las localidades extremeñas de Valverde de Leganés y Olivenza, Extremadura, España. En cuanto a su ubicación, discutida desde hace años entre los habitantes de Olivenza y Valverde de Leganés, puede decirse que pertenece a ambas localidades, ya que fue construido sobre la ribera que separa ambos términos municipales, perteneciendo la orilla occidental al término municipal de Olivenza y la oriental al término municipal de Valverde de Leganés. 
Es el embalse más grande de la comarca de los Llanos de Olivenza. La masa de agua está limitada por la presa que lleva el mismo nombre que el embalse, donde se encuentra la depuradora de agua que abastece tanto al pueblo de Olivenza como al pueblo de Valverde de Leganés.
Su construcción fue realizada por Agroman sobre el cauce del río Olivenza y fue inaugurado por el Jefe del Estado, Francisco Franco Bahamonde, en 1956. Suministra agua a la Comunidad de Regantes del Embalse de Piedra Aguda, cuya dirección es Calle Mayor, 0, de San Francisco de Olivenza .

## Ubicación
Este cuerpo de agua, ubicado en la Cuenca hidrográfica del Guadiana, y cuya titularidad corresponde a la Junta de Extremadura, se encuentra situado en las coordenadas 38 grados 39 minutos 46 segundos latitud N y 7 grados 1 minuto 44 segundos longitud W, discurriendo sobre la presa la carretera  EX-105, tramo Portugal- Don Benito, distando la presa 7 kilómetros de Olivenza y 4 kilómetros de Valverde de Leganés.

## Dimensiones
Su superficie es de 258 hectáreas, cuenta con un volumen de 16,3 hectómetros cúbicos y su cuenca tiene una superficie de 217 km². La presa es de gravedad y sus dimensiones son: la altura de los cimientos es de 30,45 metros, la longitud de coronación es de 213,00 metros, la cota de coronación es de 226,45 metros, la cota de cimentación es de 196,00 metros, la cota de cauce es de 200,30 metros y la capacidad de aliviaderos es de 850,00 (m3/s). La regulación de la salida de agua es mediante un Labio fijo.

## Usos
Es conocido en toda la comarca por su uso para la pesca, ya que proliferan bogas, carpas, barbos y black bass. Las técnicas de pesca que se pueden emplear  pueden ser estáticas o dinámicas.  Por su parte, el uso industrial se divide entre el abastecimiento a sus municipios cercanos ya mencionados, incluyendo a San Jorge de Alor y al uso de regadío en la zona regable de Piedra Aguda. Estas zonas se encuentran alrededor de dos pedanías de Olivenza, en San Rafael de Olivenza y en San Francisco de Olivenza. Los aledaños del embalse también son utilizados para la romería de San Isidro.

## Clima
El clima es templado y cálido. La temperatura media anual se encuentra a 16.5 °C y unas precipitaciones alrededor de 556 mm. 
El mes más seco es julio, con una precipitación media de 4 mm., siendo noviembre el mes más lluvioso, con 76mm.
El mes más caluroso del año con un promedio de 25.2 °C es julio. El mes más frío del año es enero con una temperatura media de 8.9 °C.

## Geología
Tanto en Olivenza como Valverde de Leganés, se han encontrado mineralizaciones ferruginosas estratiformes con minerales como: Goethita, Hematites, Calcita y Siderita.

## Flora y fauna del embalse
El embalse está poblado de eucaliptos en la mayor parte de sus orillas y tiene buenos accesos a los pesquiles. En los alrededores se encuentran también encinas y alcornoques. La fauna típica es la del bosque mediterráneo, ya que puede sorprendernos en cualquier momento del recorrido diferentes animales como: conejos, cigüeñas negras, grullas, águilas, culebras, alacranes, pardillos, rabilargos y alcaudones. En arroyos y riberas se puede ver una rica variedad de anfibios, entre ellos la ranita meridional, el sapo común y el tritón jaspeado.